# Visitor Q
Visitor Q (jap. ビジターＱ / Bijitâ Q) – japoński film z pogranicza groteskowego komediodramatu i horroru z 2001 roku w reżyserii Takashiego Miike. Opowiada on o nietypowej japońskiej rodzinie oraz o tytułowym, tajemniczym gościu Q.